# Palena

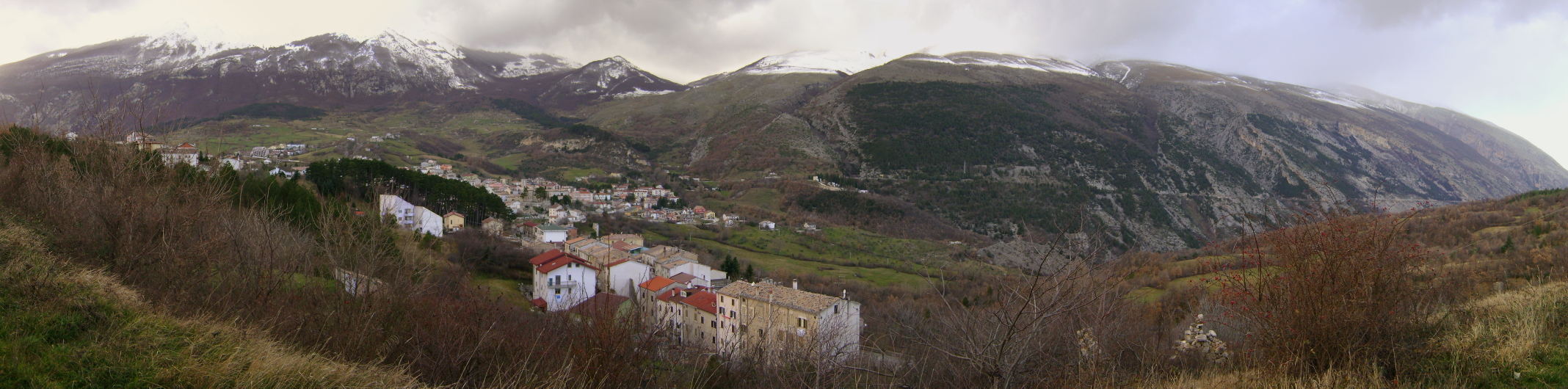
Palena

Palena liegt in der Provinz Chieti in den Abruzzen in Italien. 
Palena ist Mitglied der Bergkommune Comunità Montana Aventino-Medio Sangro. Der Ort ist umgeben vom Majella-Nationalpark. Die Nachbargemeinden sind Ateleta (AQ), Campo di Giove (AQ), Cansano (AQ), Gamberale, Lettopalena, Montenerodomo, Pacentro (AQ), Pescocostanzo (AQ) und Taranta Peligna. 
Im Winter verwandelt sich der Ort, der heute 1220 Einwohner hat, zu einem Skigebiet.
Aus Palena stammen die Eltern des amerikanischen Sängers Perry Como.